# Personalismus
Personalismus, z lat. persona, osoba, je moderní filosofický směr či postoj, který zdůrazňuje jedinečný význam každé lidské osoby a zároveň jejích vztahů ve společnosti. Vychází z humanismu (zejména křesťanského) a staví se jak proti individualismu, tak proti různým podobám kolektivismu a totalitarismu.

## Kořeny a původ
Personalistické myšlenky lze najít v celých dějinách západního myšlení, u umělců, dramatiků, filosofů i pedagogů. Teprve v 19. století se však ukázala potřeba bránit lidskou osobu jak proti individualismu, který ji omezuje na vlastní zájmy a zaměřuje do vlastního nitra, tak později proti různým kolektivismům, které ji podřizují společenským celkům a jejich cílům.
Jedinečnost lidské osoby vyzvedlo už křesťanství důrazem na individuální spásu člověka skrze lásku, v pozdním středověku a v novověku však až příliš zdůraznilo její individuální a vnitřní stránku, například ostrým dualismem těla a duše. Požadavek respektování lidské osoby jako individua klasicky vyjádřil Immanuel Kant ve druhé formulaci kategorického imperativu:
Jednej tak, abys používal lidství jak ve své osobě, tak v osobě každého druhého vždy zároveň jako účel a nikdy pouze jako prostředek. 

S rozvojem moderní liberální společnosti v 19. století však řada myslitelů usoudila, že je třeba hájit i druhou, společenskou stránku člověka. Člověk se rodí do společenství a stává se osobou právě ve vztazích, v rodině a ve výchově. Tento program výchovy do společnosti formuloval už například J. A. Komenský ve svých reformních spisech. Jenže i tuto stránku přehnala a nakonec i zneužila společenská hnutí, která člověka viděla jen jako prostředek prosazování kolektivních cílů, ať už národních (nacionalismus) nebo sociálních (socialismus).

## Pojem personalismu
Pojem personalismus se poprvé objevuje u Schleiermachera (Reden, 1799), roku 1868 napsal esej o personalismu americký básník Walt Whitman a 1903 vydal knihu o personalismu francouzský myslitel Charles Renouvier.
Personalistické hnutí navazuje na některé myslitele 19. století (např. Maine de Biran, Franz von Baader, John Henry Newman nebo Hermann Lotze), kteří vyzvedli zvláštní povahu lidské bytosti, jež žije ve světě a mezi druhými lidmi, musí si však budovat vlastní jedinečnou individualitu a osobnost, také ve vztahu k Bohu. Roku 1908 vydal bostonský liberální teolog a profesor filosofie Borden Parker Bowne (1847 – 1910), přítel W. Jamese, knihu Personalism, kde proti sociálnímu darwinismu např. H. Spencera zastává ontologický primát osoby jako jediné pravé skutečnosti. Bowne měl mnoho žáků a vzdálenějším dědicem této tradice je i Erazim Kohák. Mezi zastánce personalistického směru patřili zejména žáci E. Husserla, v Německu Max Scheler, Edith Stein a Schelerův žák P. L. Landsberg, v Polsku Roman Ingarden a do jisté míry i Jan Patočka a teologové Karel Vrána a Josef Zvěřina.

## Francouzský personalismus
Francouzský personalismus 20. století souvisí s nonkonformismem 20. a 30. let, intelektuálním hnutím, které odmítalo extrémní individualismus liberální společnosti. Východisko z krize západní společnosti hledali někteří v tradicionalismu, jiní v kolektivismu. Křesťanský personalismus je spojen se jmény francouzských myslitelů kolem revue Esprit, jako byl Maurice Blondel, Emmanuel Mounier, Jean Lacroix, Gabriel Marcel nebo Jacques Maritain, kteří se postavili jak proti krajnímu individualismu moderních společností, tak proti nihilistickým tendencím francouzského existencialismu, například u J.-P. Sartra. Jejich personalismus byl v mnohém blízký filosofii dialogu M. Bubera a F. Rosenzweiga i teoretičtěji založené filosofické antropologii M. Schelera a dalších v Německu.
Mounierův Manifest personalismu (1936) sehrál významnou roli v poválečné obnově duchovního života ve Francii i v Německu, v počátcích evropské integrace a významně ovlivnil reformní teology Druhého vatikánského koncilu i pozdější katolickou teologii. K personalismu se výslovně hlásili Paul Ricoeur, Romano Guardini i Karol Wojtyla, pozdější papež Jan Pavel II.